# Yerkes-Dodsonov zakon
Yerkes-Dodsonov zakon je empirično ugotovljena zveza, ki pravi, da je izvedba optimalna pri srednjem vzburjenju živčnega sistema. 
Pri višjem ali nižjem vzburjenju je izvedba slabša. Relacijo med vzburjenjem in izvedbo lahko torej ponazorimo s krivuljo v obliki obrnjene črke U. Zvezo sta leta 1908 odkrila psihologa Robert M. Yerkes in John Dillingham Dodson.